# Uroleucon suzannae
Uroleucon suzannae är en insektsart som beskrevs av Robinson 1986. Uroleucon suzannae ingår i släktet Uroleucon och familjen långrörsbladlöss. Inga underarter finns listade i Catalogue of Life.